# Бровский (хутор)
Бровский — упразднённый хутор в Верхнедонском районе Ростовской области. На момент упразднения входил в состав Казанского сельсовета (в настоящее время территория Солонцовского сельского поселения).

## География
Располагался на левом берегу реки Песковатка, в 5 км к северо-востоку от хутора Солонцовской.

## История
По данным на 1925 год хутор Бровский входил в состав Солонцовского сельсовета Казанского района Донецкого округа. Хутор состоял из 52 дворов.
Исключен из учётных данных в августе 1967 года.

## Население
По данным на 1925 год на хуторе проживало 536 человек, в том числе 217 мужчин и 319 женщин.